# Ali Afshar
Ali Afshar, né le 16 juin 1975 en Iran, est un pilote de course automobile, acteur, producteur irano-américain.
Il est président et fondateur d'Easy Street Motorsports, un centre de performance automobile et de course ainsi que de ESX Entertainment, une société de production.

## Biographie
Ali Afshar est né en Iran et a grandi dans les vertes montagnes de Petaluma à Sonoma dans le nord de la Californie. Fils d'Eskandar Afshar et de Leila Kasra (en), il est le plus jeune de 3 frères. Son père est un homme d'affaires agricole international et sa mère était une éminente poétesse et parolière iranienne contemporaine de renommée mondiale avant son décès en 1989.
Sa passion pour la vitesse et le divertissement était évidente dès son plus jeune âge, car sa famille le trouvait souvent en train de faire des courses de motos et de chevaux à l'âge de 5 ans dans leur ranch. En plus de l'influence de ses parents, Ali a suivi les traces de ses deux frères aînés, Pasha et John.
Après le lycée, Ali s'est tourné vers son rêve d'agir et a déménagé à Los Angeles. Tout en réalisant le souhait de ses parents d'étudier la médecine à l'Université d'État de Californie à Northridge, il a commencé à poursuivre une carrière d'acteur pour le cinéma et la télévision. Ali a immédiatement commencé à apprendre de certains des professeurs les plus talentueux de Los Angeles et a commencé à auditionner. Il a rapidement décroché son premier emploi en tant que skateur dans une publicité pour les boissons gazeuses Pepsi/Mirinda et a ensuite été choisi comme acteur principal dans une publicité pour le parc aquatique familial du sud de la Californie, Raging Waters. Ali a jumelé ses revenus d'acteur et de course pour payer ses frais de scolarité, ce qui a finalement conduit à son diplôme à l'Université d'État de Californie à Northridge en biologie environnementale.

### Vie privée
Ali réside actuellement dans les collines d'Hollywood à Los Angeles et partage son temps entre la comédie, la production et la course.

### Carrière
Tout en poursuivant sa carrière d'acteur, Ali Afshar est le fondateur/président de l'équipe de course automobile Easy Street Motorsports (également connu sous le nom d'ESX), un centre de performance automobile et de course qui l'a finalement conduit à courir pour Subaru of America et à atteindre un certain statut de célébrité. Il est le créateur des véhicules exclusifs ESX Super Vantage Aston Martin et ESX STI Subaru. Alex et sa société ESX ont couru pour Subaru of America pendant 7 ans de 2001 à 2007 et ont remporté deux championnats nationaux NHRA en 2006 et 2007.
Ali a également créé la gamme exclusive et très attendue "Ali Afshar Signature Series" de véhicules Aston Martin et Subaru qui sont vendus directement par l'intermédiaire des concessionnaires Subaru et Aston Martin à travers le pays. Ali a également construit le châssis à tubes pleins en fibre de carbone unique en son genre, 1400HP, Subaru à traction intégrale.
En 1994, il a décroché son premier grand rôle d'acteur à la télévision, en tant que mécanicien nommé "Grease" dans la série Sauvés par le gong de NBC puis dans la série Masked Rider et Power Rangers : Turbo. Il a ensuite commencé à travailler sur une série de longs métrages tels que "Les Rois du désert", "Godzilla", "Guardian" de HBO et "Couvre-feu".
En 1997, Ali a prêté sa voix dans l'émission télévisée à succès pour enfants "Power Rangers : Turbo" et Power Rangers : Dans l'espace.
En 215, Forrest Lucas (en) et Ali Afshar se sont associés pour former ESX Entertainment, une société de production qui développera et financera trois à six projets commerciaux par an pour des longs métrages et des séries.
En 2016, Ali a produit Dirt, un film de course automobile à haute action avec Kevin Dillon et a également produit "Ride", avec Ludacris.
En 2017 et 2018, avec l'aide de Warner Bros, il a commencé à sortir sa liste de films et a continué ses productions, y compris les films American Fighter, Motocross, Roped, Lady Driver, The Stand at Paxton County et The Great Lucas Race.
En 2018, Ali et Forrest Lucas (en) ont lancé la nouvelle société de production et de distribution de films « Forrest Films (en) ».

## Filmographie

### Cinéma
- 1998 : Godzilla de Roland Emmerich : un marin
- 1998 : Couvre-feu (The Siege) d'Edward Zwick : Ali
- 1999 : Les Rois du désert de David O. Russell : soldat
- 2001 : Guardian de John Terlesky : Tarik
- 2009 : Ce que pensent les hommes de Ken Kwapis : Skip
- 2015 : Damn Foreigners de Sam Khoze : Dr. ALI
- 2016 : American Wrestler: The Wizard (en) d'Alex Ranarivelo (en) : Hafez Tabad (scénariste, producteur)
- 2016 : Du Mauvais Côté De La Loi (The Dog Lover) d'Alex Ranarivelo (en) : Raymond
- 2017 : Liberté sauvage (Running Wild) d'Alex Ranarivelo (en) : Pahsa Kasra (producteur)
- 2017 : Pray for Rain d'Alex Ranarivelo (en) : Scorpion (producteur)
- 2018 : Ride d'Alex Ranarivelo (en) : Scott Carroll (producteur)
- 2019 : Bennett's War (en) d'Alex Ranarivelo (en) : Cyrus (producteur)
- 2020 : The Stand at Paxton County de Brett Hedlund : Major Kahn (producteur)
- 2020 : Lady Driver de Shaun Paul Piccinino : Earl (producteur)
- 2020 : Wheels of Fortune de Shaun Paul Piccinino : Eskandar (producteur)
- 2020 : Un Noël en Californie de Shaun Paul Piccinino : Leo (producteur) (Netflix)
- 2021 : Mickey Kelley d'Alex Ranarivelo (en) : The Sheik (producteur)
- 2021 : Un Noël en Californie: Les lumières de la ville de Shaun Paul Piccinino : Leo (producteur) (Netflix)

### Télévision

#### Série télévisées
- 1994 : Sauvés par le gong : La Nouvelle Classe de Sam Bobrick : Grease (1 épisode)
- 1996 : Masked Rider : Bjorgy (1 épisode)
- 1997 : Power Rangers : Turbo : Phantom Ranger (voix, 7 épisodes)
- 1998 : City Guys : Loud Kid (1 épisode)
- 1998 : Power Rangers : Dans l'espace : Phantom Ranger (voix, 2 épisodes)
- 2000 : Un gars du Queens : Sanjib (2 épisodes)
- 2001 : The Agency : Khidar Manzoor (2 épisodes)
- 2002 : JAG de Donald Paul Bellisario : Sadik's Henchman (4 épisodes)
- 2004 : NCIS : Enquêtes spéciales de Donald Paul Bellisario et Don McGill : Qassam (1 épisode)
- 2009 : Saving Grace de Nancy Miller (en): Miguel (1 épisode)
- 2012 : obSETHed : Ali (1 épisode)
- 2022 : Casa Grande d'Ali Afshar et Lauren Swickard : Hazan (5 épisodes) (réalisateur, scénariste, producteur)

#### Téléfilms
- 2002 : Action Force (The President's Man 2) d'Eric Norris : Abir Rashid
- 2004 : Homeland Security de Daniel Sackheim : Achmed
- 2010 : Peas in a Pod d'Eric M. Rusch : Jonathan

## Récompenses
- 2016 : Boston Film Festival : Meilleur film et Meilleur casting pour American Wrestler: The Wizard (en)
- 2016 : Napa Valley Film Festival : Film narratif préféré pour American Wrestler: The Wizard (en)
- 2018 : Newport Beach Film Festival : Meilleur film pour Ride[3]